# Mude Nosar
Mude Nosar is een bestuurslaag in het regentschap Aceh Tengah van de provincie Atjeh, Indonesië. Mude Nosar telt 244 inwoners (volkstelling 2010).